# 66e Rue
La 66e Rue est une rue de New York.

## Situation et accès
Située dans l'arrondissement de Manhattan, elle traverse les quartiers de l'Upper East Side et Upper West Side ainsi que le Lincoln Square. Elle est séparée en deux parties de chaque côté de Central Park.

## Origine du nom
La 66e Rue, tire son nom tout simplement de sa position dans le plan en damier de Manhattan établi en 1811. 
Le chiffre « 66 » indique sa position dans la grille est-ouest, entre la 65e et la 67e Rue.

## Historique
Elle a été définie dans le Commissioners' Plan de 1811.

## Bâtiments remarquables et lieux de mémoire
- Andy Warhol a habité au 57 East 66th Street[1]
- Benny Goodman (1908–1986) a habité au 200 East 66th Street
- Ulysses S. Grant, ancien président des États-Unis a habité au 3 East 66th Street

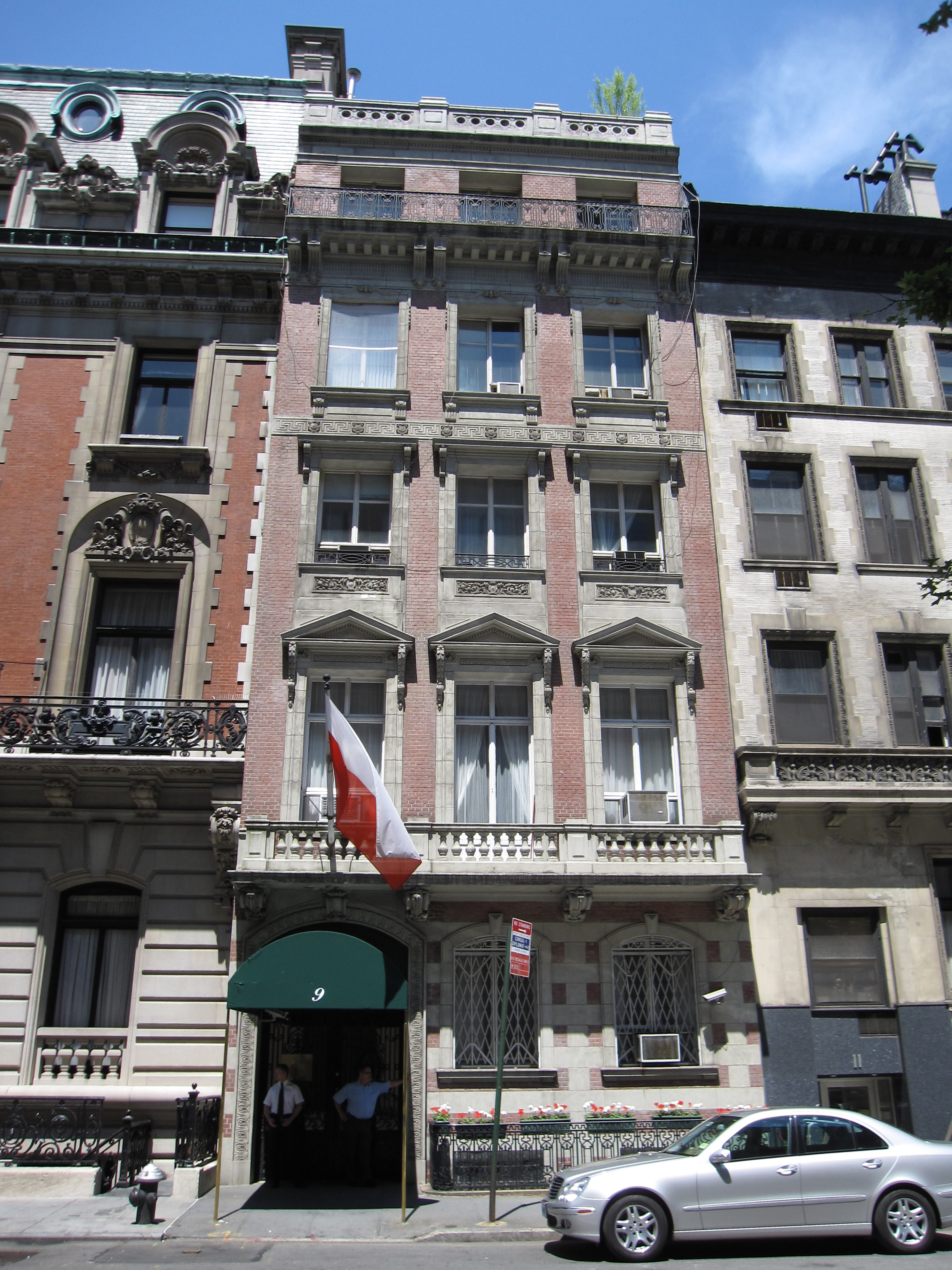
Maison de Charles Scribner